# Sylvia Ibarguren
Sylvia Ibarguren Gauthier (Fray Bentos) es una médica veterinaria y política uruguaya. 

## Biografía
Sylvia Ibarguren obtuvo formación universitaria en Medicina y Tecnología Veterinaria por la Facultad de Veterinaria de la Universidad de la República (Udelar) y fue Becaria Ayudante de Investigación por la Comisión Sectorial de Investigación Científica (CSIC) en el Instituto de Higiene, Cátedra de Inmunología de la Facultad de Química de la Udelar.
Sylvia es especialista en Tecnología de los Alimentos por la Universidad Politécnica de Valencia desde 2006.
Ella fue Directora de Higiene y Bromatología de la Intendencia de Río Negro (2015-2020) y también fue Directora en la Dirección General de Medio Ambiente del Gobierno Departamental de Río Negro (2018-2020).
Sylvia Ibarguren es diputada en la Cámara de Representantes de Uruguay por el grupo político Frente Río Negro del partido Frente Amplio desde 2022, cuando asumió como diputada titular por Río Negro tras la renuncia de Constante "Tany" Mendiondo. En la Cámara de Representantes, ella es Presidenta de la Comisión Especial de Tenencia Responsable y Bienestar Animal.